# Wanda Seldon
Wanda Seldon è un personaggio immaginario del ciclo della Fondazione di Isaac Asimov.
Nipote di Hari Seldon, sarà colei che darà avvio, assieme a Stettin Palver e a Bor Alurin alla Seconda Fondazione su Trantor.
Dotata di poteri mentali straordinari che le permettono di influenzare la volontà altrui, fin da piccola rivela questo particolare dono, al punto che Hari Seldon, deciso a scoprire altri individui come lei, chiede una mappatura completa del suo DNA per individuarvi eventuali anomalie: il test tuttavia dà riscontro negativo. Crescendo la ragazza collabora attivamente al Progetto storiografico, sostituendo validamente Yugo Amaryl dopo la sua scomparsa. Di lì a poco tuttavia, perderà i genitori e la sorella minore, nel frattempo trasferitisi su Santanni, un Mondo Esterno della Galassia, a seguito della rivolta del Viceré della provincia. Queste scomparse accentuano il suo legame con l'unica figura parentale rimastale, Hari Seldon, del quale diventerà la guardia del corpo, respingendo efficacemente alcuni aggressori grazie ai suoi poteri mentali. Tuttavia, nulla può nel convincere alcuni uomini d`affari a continuare a finanziare il Progetto storiografico, riuscendovi in un secondo momento grazie al supporto di Stettin Palver, giovane dotato di poteri analoghi ai suoi, che in seguito diventerà suo compagno.